# Charles Lane
Charles Lane (San Francisco, 26 gennaio 1905 – Santa Monica, 9 luglio 2007) è stato un attore e doppiatore statunitense, che lavorò in numerosi film e serie televisive, ed al momento della sua morte potrebbe essere stato (tra gli uomini) il più vecchio attore vivente americano.
Lane apparve in numerosi film di Frank Capra, fra cui L'eterna illusione (1938), Mr. Smith va a Washington (1939), Arsenico e vecchi merletti (1944) e La vita è meravigliosa (1946).
Fu uno degli attori di supporto preferiti di Lucille Ball, che spesso lo impiegò in ruoli di autorità e antagonisti comici del suo personaggio televisivo nelle serie  I Love Lucy, The Lucy-Desi Comedy Hour e The Lucy Show.
Morì per cause naturali il 9 luglio 2007 a Santa Monica, in California, a 102 anni.

## Filmografia parziale

### Attore

#### Cinema
- Mrs. Black Is Back, regia di Thomas N. Heffron (1914)
- Ruggles of Red Gap, regia di Lawrence C. Windom (1918)
- The Branded Woman, regia di Albert Parker (1920)
- Away Goes Prudence, regia di John S. Robertson (1920)
- La rosa di Broadway (Broadway Rose), regia di Robert Z. Leonard (1922)
- L'incantesimo del piacere (Fascination), regia di Robert Z. Leonard (1922)
- La suora bianca (The White Sister), regia di Henry King (1923)
- Fiore del deserto (The Winning of Barbara Worth), regia di Henry King (1926)
- Scandalo di Broadway (Broadway Scandals), regia di George Archainbaud (1929)
- Private Detective 62, regia di Michael Curtiz (1933)
- L'eterna illusione (You Can't Take It with You), regia di Frank Capra (1938)
- Mr. Smith va a Washington (Mr. Smith Goes to Washington), regia di Frank Capra (1939)
- La rosa di Washington (Rose of Washington Square), regia di Gregory Ratoff (1939)
- Il prigioniero (Johnny Apollo), regia di Henry Hathaway (1940)
- La donna invisibile (The Invisible Woman), regia di A. Edward Sutherland (1940)
- Arsenico e vecchi merletti (Arsenic and Old Lace), regia di Frank Capra (1944)
- La vita è meravigliosa (It's a Wonderful Life), regia di Frank Capra (1946)
- Lo stato dell'Unione (State of the Union), regia di Frank Capra (1948)
- 10 in amore (Teacher's Pet), regia di George Seaton (1958)
- Ma non per me (But Not for Me), regia di Walter Lang (1959)
- Capobanda (The Music Man), regia di Morton DaCosta (1962)
- Questo pazzo, pazzo, pazzo, pazzo mondo (It's a Mad, Mad, Mad, Mad World), regia di Stanley Kramer (1963)
- Quella strana condizione di papà (Papa's Delicate Condition), regia di George Marshall (1963)
- 4 bassotti per 1 danese (The Ugly Dachshund), regia di Norman Tokar (1966)
- Una meravigliosa realtà (What's So Bad About Feeling Good?), regia di George Seaton (1968)
- Bernardo, cane ladro e bugiardo (My Dog the Thief), regia di Robert Stevenson (1969)
- Il boxeur e la ballerina (Movie Movie), regia di Stanley Donen (1978)

#### Televisione
- Topper – serie TV, episodio 1x31 (1954)
- Screen Directors Playhouse – serie TV, episodio 1x09 (1955)
- L'uomo ombra (The Thin Man) – serie TV, episodio 1x07 (1957)
- Telephone Time – serie TV, episodio 3x03 (1957)
- The Restless Gun – serie TV, episodio 1x27 (1958)
- The Gray Ghost – serie TV, episodio 1x34 (1958)
- Goodyear Theatre – serie TV, episodio 3x07 (1959)
- Ai confini della realtà (The Twilight Zone) – serie TV, episodio 1x33 (1960)
- June Allyson Show (The DuPont Show with June Allyson) – serie TV, episodio 2x21 (1961)
- Surfside 6 – serie TV, episodi 2x06-2x29 (1961-1962)
- Pete and Gladys – serie TV, episodi 1x18-2x18 (1961-1962)
- Hawaiian Eye – serie TV, episodio 3x16 (1962)
- La legge di Burke (Burke's Law) – serie TV, episodio 1x04 (1963)
- La legge del Far West (Temple Houston) – serie TV, episodi 1x16-1x22 (1964)
- Il ragazzo di Hong Kong (Kentucky Jones) – serie TV, episodio 1x19 (1965)
- I Pruitts (The Pruitts of Southampton) – serie TV, 6 episodi (1966-1967)
- Selvaggio west (The Wild Wild West) – serie TV, episodio 3x07 (1967)
- La casa nella prateria (Little House on the Prairie) – serie TV, episodio 9x03 (1982)

### Doppiatore
- Gli Aristogatti (The AristoCats), regia di Wolfgang Reitherman (1970)

## Doppiatori italiani
- Bruno Persa ne La rosa di Washington[4], Bernardo, cane ladro e bugiardo
- Manlio Busoni in Dieci in amore
- Manlio Guardabassi ne La Gnomo-mobile[5]
- Roberto Gicca ne Lo stato dell'Unione[6] (edizione 1948)

Da doppiatore è stato sostituito da:
- Oreste Lionello ne Gli Aristogatti